# Slovenska rukometna reprezentacija
Slovenska rukometna reprezentacija predstavlja državu Sloveniju u športu rukometu. Najveći uspjeh na svjetskim prvenstvima Slovenija je postigla 2017. kada je pobijedila Hrvatsku 31:30 i osvojila brončanu medalju.
Krovna organizacija je Slovenski rukometni savez.

## Poznati igrači i treneri

### Poznati treneri
- Kasim Kamenica
- Veselin Vujović
- Zvonimir Serdarušić
- Ljubomir Vranješ

### Poznati igrači
- Rolando Pušnik
- Tettey Banfro

## Nastupi naOI
Nastupili su tri puta na Olimpijskim igrama: OI 2000. (8. mjesto), OI 2004. (11. mjesto) i OI 2016. (6. mjesto).

## Nastupi naSP
Reprezentacija je, pod vodstvom Veselina Vujovića, 2017. godine u Francuskoj odigrala najbolje prvenstvo u povijesti osvojivši brončano odličje u dramatičnoj utakmici s Hrvatskom gdje su u 52. minuti utakmice gubili 29:24, a na kraju slavili s 31:30.
- prvaci:
- doprvaci:
- treći: 2017.

## Nastupi naEP
- prvaci:
- doprvaci: 2004.
- treći: